# Epidendrum viridifuscatum
Epidendrum viridifuscatum là một loài thực vật có hoa trong họ Lan. Loài này được De Wild. mô tả khoa học đầu tiên năm 1904.